# Alda Noni
Alda Noni (* 30. April 1916 in Triest, Österreich-Ungarn; † 19. Mai 2011 auf Zypern) war eine italienische Opernsängerin (Sopran).

## Leben
Noni studierte, bereits im Alter von dreizehn Jahren, zuerst Klavier am Konservatorium von Triest. Durch eine Freundin, die Gesang studierte, kam sie auf die Idee, Sängerin zu werden, und studierte später Gesang am Konservatorium in Triest bei dem berühmten italienischen Verdi-Bariton Delfino Menotti.
1937 gab sie am Opernhaus von Ljubljana ihr Bühnendebüt als Opernsängerin mit der Rolle der Rosina in Der Barbier von Sevilla. Es folgten Engagements am Opernhaus von Zagreb (1938–1940) und an der Nationaloper in Belgrad (1940–1941).
1941 wurde sie an die Wiener Staatsoper engagiert, deren Mitglied sie bis zur kriegsbedingten Schließung der österreichischen Opernhäuser 1944 blieb. Der Dirigent Karl Böhm gehörte dort zu ihren Förderern. Sie sang an der Wiener Staatsoper unter anderem Despina in Così fan tutte, Norina in Don Pasquale, Oscar in Un ballo in maschera und Gilda in Rigoletto. 1944 sang sie an der Wiener Staatsoper in einer Festvorstellung der Oper Ariadne auf Naxos anlässlich des 80. Geburtstages des Komponisten Richard Strauss die Rolle der Zerbinetta; Strauss hatte Noni persönlich als Interpretin für die Rolle ausgesucht. Noni stand 1944 auf der Gottbegnadeten-Liste.
Nach dem Zweiten Weltkrieg gastierte Noni im Juni 1947 nochmals an der Wiener Staatsoper. Sie sang erneut Gilda und außerdem Violetta in La traviata.
In der Nachkriegszeit sang Noni regelmäßig am Opernhaus von Rom. Zu ihren Rollen dort gehörten unter anderem Adina in L’elisir d’amore (1945, außerdem in der Spielzeit 1947/1948), Norina in Don Pasquale (1945, außerdem in der Spielzeit 1949/1950), Oscar in Un ballo in maschera (Spielzeit 1945/1946), Susanna in Le nozze di Figaro (Spielzeit 1945/1946), Gretel in Hänsel und Gretel (Spielzeit 1946/1947 und Spielzeit 1947/1948), Amina in La sonnambula (Spielzeit 1946/1947) und Carolina in Il matrimonio segreto (Spielzeit 1947/1948). In den 1950er Jahren sang Noni am Opernhaus Rom erneut Oscar und Despina (Spielzeit 1950/1951), Zerlina in Don Giovanni (1953/1954) sowie 1958 die Schwester Constance in der Oper Gespräche der Karmelitinnen von Francis Poulenc und die Lucieta in der Oper Die vier Grobiane von Ermanno Wolf-Ferrari.
Seit der Spielzeit 1948/1949 trat Noni regelmäßig an der Mailänder Scala auf; ihre Antrittsrolle dort war die Carolina in Il matrimonio segreto. Es folgten in der Spielzeit 1949/1950 Musetta in La Bohème, Nannetta in Falstaff (auch in der Spielzeit 1950/1951), Zerbinetta, Norina, Gnese in Il campiello von Wolf-Ferrari und die Papagena in Die Zauberflöte. Außerdem sang sie später dort auch Zerlina (Spielzeiten 1950/1951 und 1952/1953) und Adina (Spielzeit 1950/1951).
Noni gastierte in Italien am Teatro Comunale in Bologna (1948 als Norina, 1949 als Rosina, 1952 als Adina, 1954 als Lucieta und 1955 als Susanna), am Teatro Comunale in Florenz (1948 als Susanna), am Teatro Massimo in Palermo (1949 als Ophélie in Hamlet, 1940 als Adina), am Teatro San Carlo in Neapel (regelmäßig seit 1949), am Teatro Carlo Felice in Genua (1952, 1956 und 1957), am Teatro Verdi in Pisa (1941 als Lauretta in Gianni Schicchi, 1947 als Leila in Die Perlenfischer), am Teatro Verdi in Triest (1944 als Lucia di Lammermoor, Gilda und Violetta) und beim Maggio Musicale Fiorentino (1949).
Noni gastierte auch international. Sie sang an der Covent Garden Opera in London (Debüt: 1946 als Norina mit Mariano Stabile als Partner; 1950 als Nannetta), am Teatro Colón in Buenos Aires (1947), am Opernhaus von Rio de Janeiro (1947 als Susanna, Adina und Sophie in Werther; später nochmals 1956 als Zerlina), an der Berliner Staatsoper, am Teatro San Carlos in Lissabon, am Gran Teatre del Liceu (1957) und am Opernhaus von Oslo (1958).
Sie sang bei den Festspielen in den Caracalla-Thermen in Rom (1948 in der Titelrolle von Lucia di Lammermoor), beim Edinburgh Festival (1949) und von 1949 bis 1954 bei den Glyndebourne-Festspielen; dort trat sie unter anderem als Despina, Blondchen in Die Entführung aus dem Serail, Oscar und Clorinda in La Cenerentola auf.
1955, nach der Geburt ihrer Tochter, zog sich Noni weitgehend von der Opernbühne zurück und reduzierte ihre Auftritte. Sie übernahm nur noch einzelne Engagements bei ausgewählten Produktionen. 1958 beendete sie schließlich, aus familiären Gründen, endgültig ihre Bühnenkarriere. Sie lebte später lange Zeit in Rom. Ihre Tochter ist die Sopranistin Tiziana Sojat (* 1955 in Rom), die vor allem in Rollen des jugendlich-dramatischen Sopranfachs und in Operetten auftrat.
Noni starb im Alter von 95 Jahren auf der Insel Zypern; sie war viele Jahre vor ihrem Tod dort hingezogen, um dort ihren Lebensabend zu verbringen.

## Stimme und Tondokumente
Noni sang auf der Bühne hauptsächlich das Fach des Lyrischen Koloratursoprans und der Koloratursoubrette; sie übernahm jedoch auch klassische Soubretten-Rollen. Kritiker ordneten ihre Stimme häufig als „soprano leggiero“ ein. Noni besaß eine „technisch vortrefflich gebildete Koloraturstimme“ (Kutsch/Riemens); ihr Sopran war „leicht, beweglich und mit Wärme in der Stimme, die in dieser Form nicht immer bei Koloratursopranistinnen zu finden ist“.
Neben ihrer überzeugenden stimmlichen Interpretation wurden in Kritiken auch immer wieder Nonis schauspielerisches Potential und ihre Begabung für komödiantische Rollen hervorgehoben.
Die Stimme von Alda Noni ist auf zahlreichen Tondokumenten überliefert. Ihre Glanzrollen sind weitgehend auf Schallplatten festgehalten. Es existieren unter anderem Gesamtaufnahmen der Opern L’elisir d’amore (1954), Don Pasquale (1955), Lucia di Lammermoor, Le nozze di Figaro (1954) und La Cenerentola. Außerdem wurden bei EMI Highlights aus der Oper Così fan tutte veröffentlicht, in denen Noni die Rolle der Despina singt. Ihre Aufnahmen wurden jedoch nicht direkt bei den Glyndebourne-Festspielen aufgenommen, sondern getrennt von der übrigen Besetzung in London in den Abbey Road Studios.
Der Live-Mitschnitt der Ariadne-Vorstellung 1944 aus der Wiener Staatsoper wurde bei der Deutschen Grammophon auf Schallplatte und später auch bei anderen Labels mittlerweile als CD veröffentlicht. In einer Aufnahme der Oper Die Zauberflöte singt sie unter der musikalischen Leitung von Herbert von Karajan die Rolle der Papagena. Außerdem gibt es Mitschnitte von Rundfunk- und Fernsehsendungen der RAI.
Außerdem wurden Arien und Recitals mit Alda Noni mit historischen Aufnahmen auf CD veröffentlicht, ebenso Live-Mitschnitte von Aufführungen aus der Wiener Staatsoper aus den Jahren 1941–1944.
Noni war gelegentlich auch als Sängerin bei Tonfilmen tätig. In dem Revuefilm Der weiße Traum (1943) sang sie das Lied Kauf Dir einen bunten Luftballon und lieh der Schauspielerin Olly Holzmann ihre Gesangsstimme.